# 32.º Regimiento Antiaéreo (motorizado)
El 32.° Regimiento Antiaéreo (motorizado) (Flak-Regiment. 32 (mot.)) fue una unidad de la Luftwaffe durante la Segunda Guerra Mundial.

## Historia
Fue formado el 26 de agosto de 1939 en Berlín-Heiligensee. En octubre de 1939 es redesignado como 11° Regimiento Antiaéreo.

## Comandantes
- Teniente coronel Johannes Hintz – (26 de agosto de 1939 – octubre de 1939)

## Servicios
- 1939: en Berlín.